# Ivan Dizma Florjančič de Grienfeld
Janez Dizma Florjančič de Grienfeld (tudi Johannes (ali Ivan) Dizma Floriantschitsch de Grienfeld), astronom, matematik, geograf in kartograf, * 1. julij 1691, Ljubljana, † do 1757.

## Življenje in delo
Opravljal je vrsto pomembnih cerkvenih funkcij, nazadnje (1757) je bil arhidiakon cisterijanskega samostana v Stični. Po destletju terenskega dela je leta 1744 izdal prvi podrobnejši zemljevid Kranjske Ducatus Carnioliae Tabula Chorographica (slovensko: Krajepisni zemljevid Kranjske), v približnem merilu 1:100.000 (s sliko in načrtom Ljubljane). Napisal je knjigo o gnomoniki. Zgradil je tudi lastni observatorij. Iz rokopisov je razvidno, da je poznal tedanje metode astronomije. Napisal je delo o merjenju časa. V njegovih dveh latinskih rokopisih, ki ju hrani NUK v Ljubljani, so ohranjene številne razprave iz astronomije in matematike, tabele z navodili za uporabo pri astronomskem računanju, tabele in teorija gibanja Sonca in deloma Lune ter planetov po gregorijanskem koledarju za ljubljanski poldnevnik, geometrijski priročnik, kvadratura kroga ter lastna opazovanja Sonca in Lune.